# Аарон (болгарский князь)
Аарон — болгарский князь, соправитель Болгарии. Помог брату, царю Самуилу освободиться от греческого владычества.

## Происхождение
Аарон являлся третьим сыном болгарского боярина Николая, его старшими братьями были Давид и Моисей, младшим — Самуил. О ранних годах Аарона известно очень мало. Надпись Самуила, найденная на камне близ озера Преспа в Македонии, а также данные Иоанна Скилицы указывают, что отцом Аарона был Никола, а матерью — Рипсимия. Её имя, по мнению некоторых исследователей, говорит об армянском происхождении Рипсимии. По данным источников, Никола занимал пост губернатора (Иоанн Скилица использует в этом случае термин comit — этот титул означал главу комитата, административной единицы, на которые Болгария была поделена в середине IX века). Предполагается, что Никола управлял крупной областью с центром в Средеце. Он, вероятно, находился в близком родстве с правящей Крумской династией.
Никола, вероятно, умер до 970 года.

## Правление

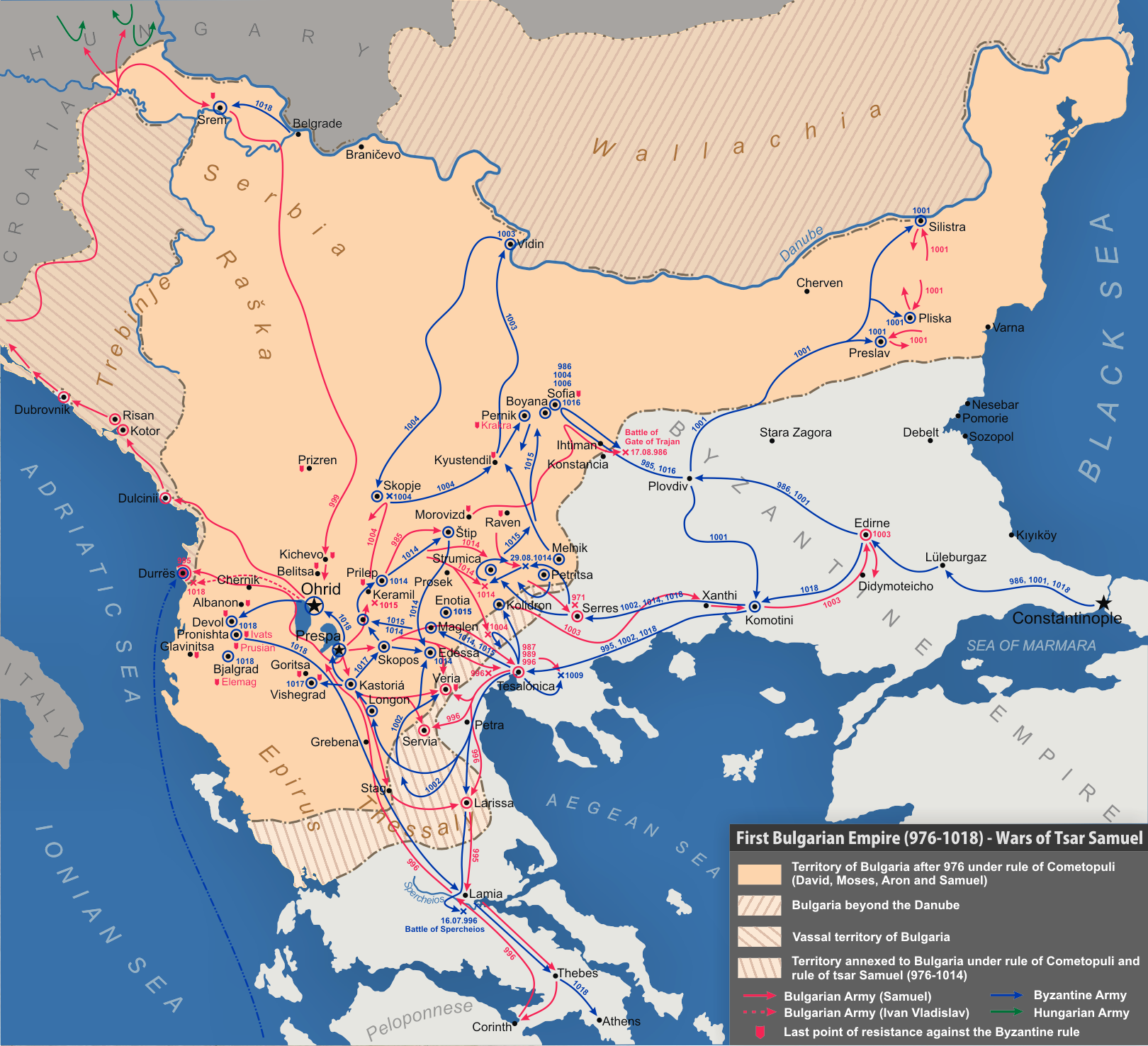
Болгария при царе Самуиле

### Болгария в 968—976 годах
В 968 году на болгарские земли на северо-востоке напала русская дружина во главе с князем Святославом. Болгарский царь Пётр умер 30 января 969 года В том же году Святослав был вынужден вернуться на родину, которая страдала от набега печенегов. Летом 969 года он предпринял вторую экспедицию через Дунай.
Самое раннее упоминание комитопулов в средневековых хрониках встречается у Иоанна Скилицы. По его словам, Давид, Моисей, Аарон и Самуил, «одни из самых влиятельных комитов, начали мятеж в Болгарии, что потребовало возвращения царей Бориса и Романа на родину». Этим данным было уделено много внимания в контексте популярных среди историков конца XIX века (Константин Иречек, Дринов) дискуссий о том, что так называемая Западно-болгарская держава отделилась от царства Петра. Другие историки (Розен, Ферлуга) считают данные Иоанна Скилицы вымышленными или основанными на недостоверных источниках, а третьи (Пириватрич) не отрицают достоверность хроники Иоанна Скилицы, однако предпочитают не использовать её в качестве источника информации о политической роли Самуила и его братьев в событиях 969—971 годов. При всей спорности некоторых оценок у болгарских историков не вызывает сомнений, что действия братьев-комитопулов в эти смутные годы были направлены на сохранение болгарской государственности.

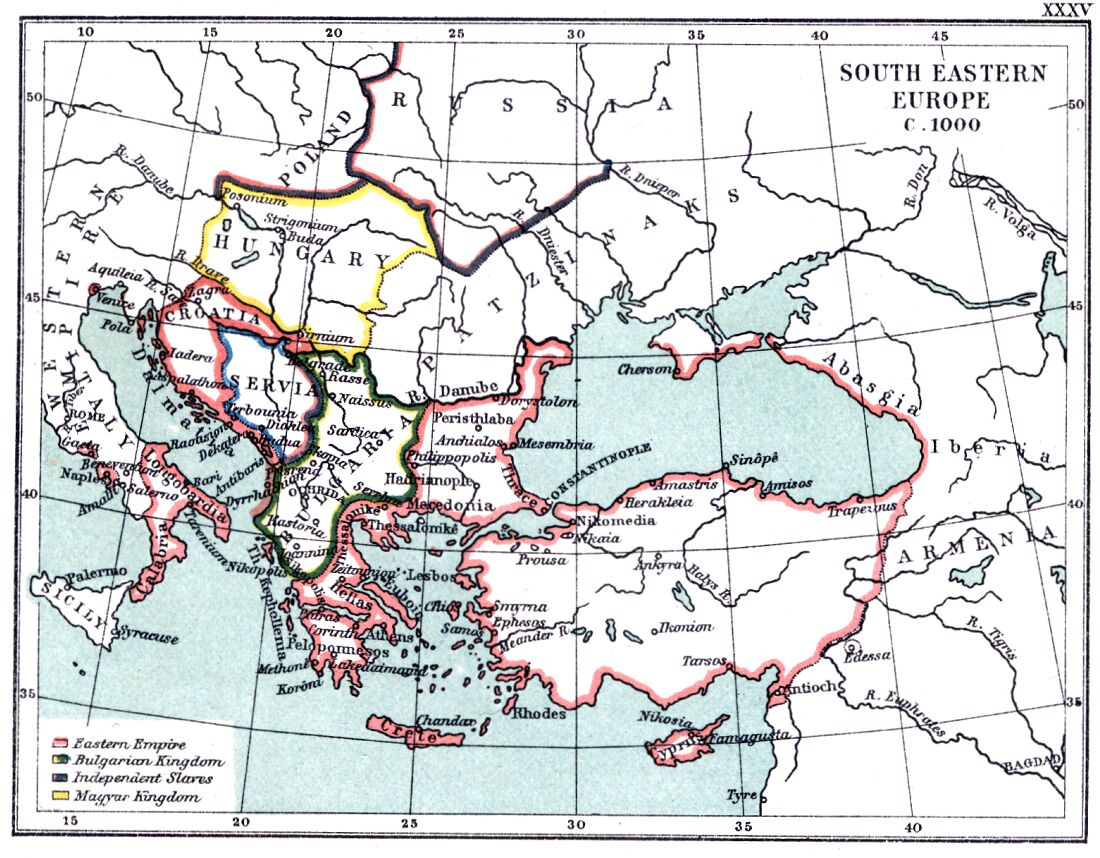
Юго-Восточная Европа около 1000 года. Карта XXXV из «Атласа исторической географии Европы от Фримана», 1903.

Сведений о возвращении Бориса и его брата Романа в Преслав сохранилось немного. Известно, однако, что после захвата столицы Болгарии в 971 византийским императором Иоанном Цимисхием болгарский царь сохранил свой титул. Это означает, что после падения Преслава, вероятно, между Болгарией и Русью было заключено соглашение о совместных действиях против Византии.
Во время второй экспедиции через Дунай Святослав рассчитывал завоевать Константинополь. Его войска стремительно продвигались на юг, что стало серьёзной угрозой для Византии. Болгарские воины присоединились к дружине Святослава, однако союзное войско было разгромлено византийцами в 970 году под Аркадиополем. Принимали ли участие в этом походе братья-комитопулы, сказать трудно. Несомненно лишь то, что их антивизантийская позиция пользовалась широкой поддержкой среди болгар. Их популярности позднее способствовало участие в спасении болгарского патриарха Дамиана после падения Преслава летом 971 года. Итогом войны с Византией стало изгнание Святослава из Дунайского региона и завоевание византийцами восточной Болгарии (царь Борис был доставлен в Константинополь и публично развенчал).
О периоде 971—976 годов летописи не упоминают. Сведения о принятии германским императором Оттоном I болгарских послов в марте 973 году в Кведлинбурге нельзя принимать в качестве подтверждения уже установленных политических и международных связей комитопулов с западными державами. Недостаточность источников об этих пяти годах позволяет с определённой долей уверенности говорить лишь о форме правления на болгарских землях. Предполагается, что четыре брата поделили оставшиеся независимыми западные земли между собой. Давид правил болгарами в Фессалии и южной Македонии. Второй брат, Моисей, поселился в Струмице, третий брат, Аарон, взял власть над Средецем. Находясь на пути между Константинополем и Западной Европой, его войска должны были защитить область от вражеских вторжений и напасть на византийские территории во Фракии. Наконец, младший брат, Самуил, правил Видином (по данным Б. Златарски — Преспой)). Считается, что основной целью братьев было укрепление государства и возвращение утраченных болгарских земель, а Самуилу было поручено подготовить освобождения болгарских земель на северо-востоке.

### Правление Самуила совместно с братьями-комитопулами
Благоприятный момент для комитопулов настал в начале 976 года, когда скоропостижно умер или был убит византийский император Иоанн Цимисхий. Воспользовавшись сумятицей в Византии, вызванной восстанием губернатора Месопотамии Вардой Склиром против молодого императора Василия II, болгары начали своё наступление на балканские провинции империи.
По мнению некоторых медиевистов, болгары сразу после смерти Цимисхия подняли восстание в северо-восточной Болгарии против византийского владычества. Восстание возглавили местные аристократы Пётр и Боян. Во время восстания византийские наместники были изгнаны, а население признало власть братьев-комитопулов — Моисея, Давида, Аарона и Самуила. Эта версия об освобождении северо-восточной Болгарии от византийского владычества подверглась жёсткой критике после изучения византийских печатей во время археологических раскопок в Преславе. Эти печати показывают, что византийская администрация продолжала работать на этих землях по крайней мере до августа 986 года.
Вскоре после освобождения территорий от реки Дунай до гор Стара-Планина болгары проникли на задунайские земли. Византийские войска в этих местах не были подготовлены к войне и вскоре капитулировали.
Совместное правление братьев продолжалось недолго. Моисей осаждал крепость Серес, но случайно брошенный со стен камень убил его на месте.
Давид погиб при странных обстоятельствах около города Преспы. Он был убит наёмными убийцами. Некоторые историки строят неподтверждённые гипотезы, что это случилось по приказу Самуила.

### Соправитель царя Романа

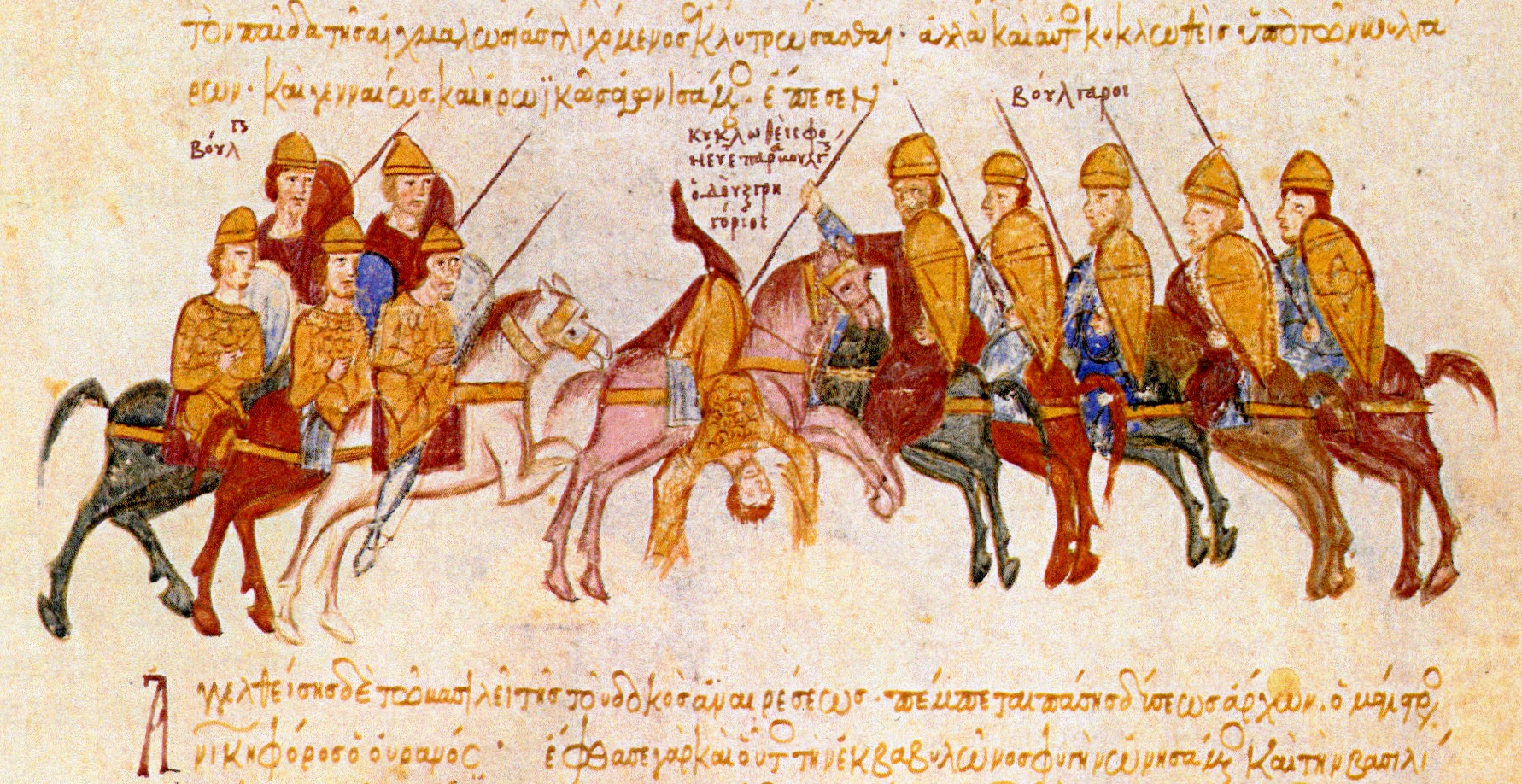
Болгарская армия царя Самуила громит византийские войска при Салониках (996).

Около 978 года сыновья царя Петра — Борис и Роман, пленённые византийцами при взятии Преслава в 971 году, смогли вернуться в Болгарию при не до конца выясненных обстоятельствах. На границе Борис был по недоразумению убит болгарской пограничной охраной, введённой в заблуждение его византийской одеждой. Его брат Роман смог объяснить, кто он есть, и был отправлен к Самуилу в Видин, где Самуил признал его царём. Предполагается, что реальная власть оставалась в руках Самуила, который официально являлся военачальником Романа. Роман же, оставив светское правление в руках Самуила, стал заниматься церковными делами.

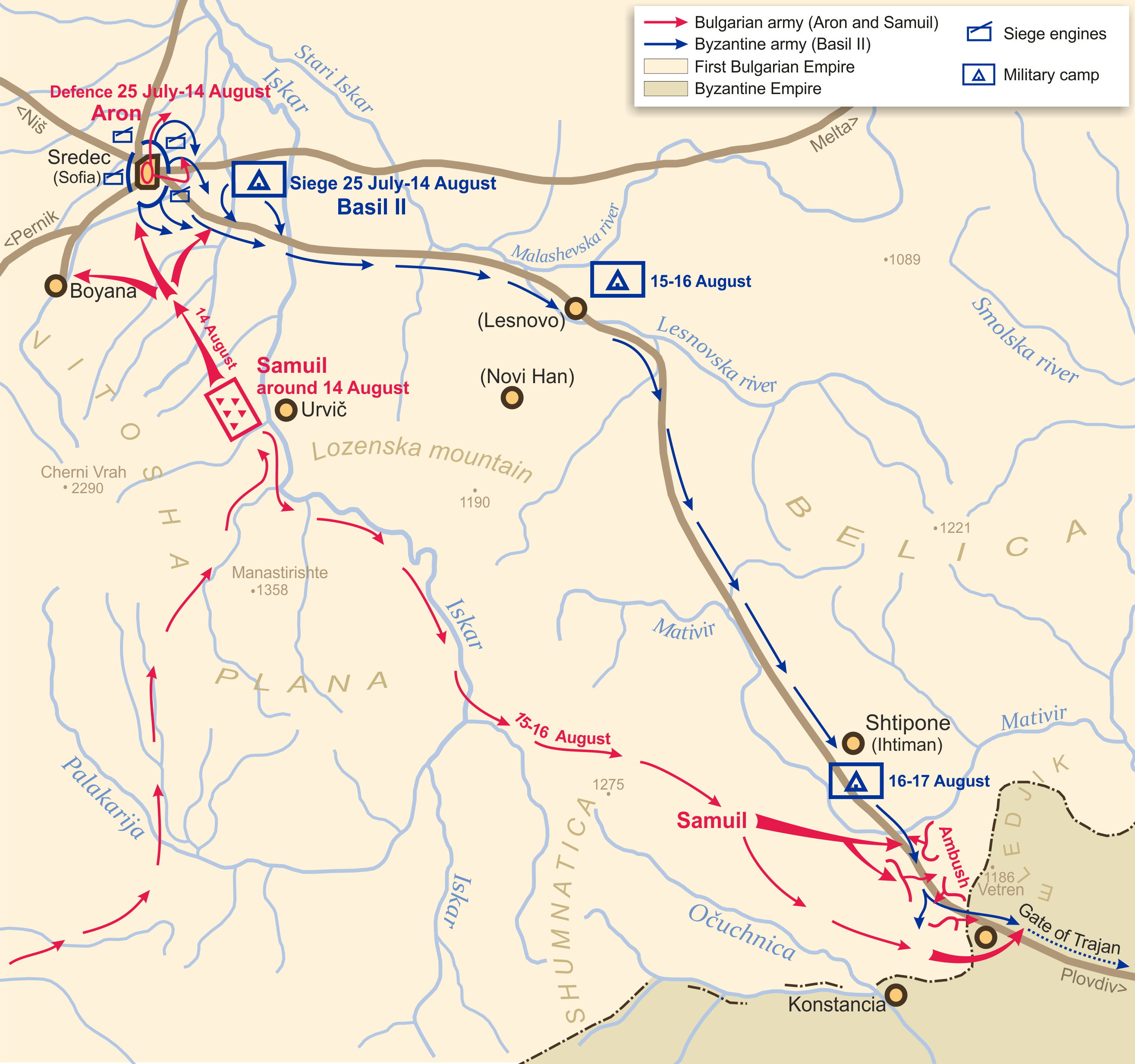
Битва у Траяновых Ворот

Вскоре после этого Самуил выступил против Византии и дошёл с войсками до Пелопоннеса.
После смерти Давида и Моисея Аарон остался старшим из братьев. Он правил болгарскими землями, находившимися ближе к Фракии. Император Василий II решил заключить с ним соглашение. Аарон согласился вступить в переговоры. При этом мотивы его действий неясны: возможно, Аарон хотел остановить войну с Византией и добиться мира, а возможно, стремился получить единоличную власть на болгарских землях и устранить Самуила.
Соглашение между Аароном и Василием II должно было быть обеспечено династическим браком — Аарон решил жениться на сестре императора. Из Константинополя к болгарам был отправлен севастийский митрополит, сопровождавший знатную невесту. Однако на самом деле за сестру императора выдавали неизвестную женщину, и после того, как мошенничество было раскрыто, византийский митрополит был сожжён заживо. Когда византийский император понял, что его хитрость не удалась, он собрал армию и направился через перевал Траяновы Врата и осадил Средец. Осада длилась 20 дней и обернулась для византийцев разгромом. Болгары сожгли осадные машины и блокировали доставку продовольствия к осаждающим. Император решил отступить к Филиппополю, но 17 августа 986 года в Ихтиманском ущелье был атакован болгарскими войсками под командованием Самуила. Почти вся византийская армия была уничтожена. Сам император чудом спасся.
После этого сражения Самуил узнал о тайных переговорах Аарона с Василием II и между братьями появился разлад: Самуил обвинил Аарона в государственной измене. 14 июня 987 года произошла битва при Дупнице, в которой Аарон погиб (или, возможно, был убит по приказу Самуила) и после его смерти была казнена вся семья Аарона. В живых остался только его сын Иван Владислав, за которого заступился его двоюродный брат Гавриил Радомир (сын Самуила); Иван позже стал царём Болгарии.
После смерти Аарона вся Болгария оказалась под властью Самуила.

## Семья
|       |       |       |       |       |       |  |  |        |        |        |        |        |        | Комит Никола | Комит Никола | Комит Никола   | Комит Никола   | Комит Никола   | Комит Никола   |                |                |  |  |                 |                 | Рипсимия Армянская | Рипсимия Армянская | Рипсимия Армянская | Рипсимия Армянская | Рипсимия Армянская | Рипсимия Армянская |                |                |                |                |                |                |        |        |           |           |           |           |           |           |  |  |                 |                 |                 |                 |                 |                 |  |  |  |  |  |  |                        |                        |                        |                        |                        |                        |
|       |       |       |       |       |       |  |  |        |        |        |        |        |        | Комит Никола | Комит Никола | Комит Никола   | Комит Никола   | Комит Никола   | Комит Никола   |                |                |  |  |                 |                 | Рипсимия Армянская | Рипсимия Армянская | Рипсимия Армянская | Рипсимия Армянская | Рипсимия Армянская | Рипсимия Армянская |                |                |                |                |                |                |        |        |           |           |           |           |           |           |  |  |                 |                 |                 |                 |                 |                 |  |  |  |  |  |  |                        |                        |                        |                        |                        |                        |
|       |       |       |       |       |       |  |  |        |        |        |        |        |        |              |              |                |                |                |                |                |                |  |  |                 |                 |                    |                    |                    |                    |                    |                    |                |                |                |                |                |                |        |        |           |           |           |           |           |           |  |  |                 |                 |                 |                 |                 |                 |  |  |  |  |  |  |                        |                        |                        |                        |                        |                        |
|       |       |       |       |       |       |  |  |        |        |        |        |        |        |              |              |                |                |                |                |                |                |  |  |                 |                 |                    |                    |                    |                    |                    |                    |                |                |                |                |                |                |        |        |           |           |           |           |           |           |  |  |                 |                 |                 |                 |                 |                 |  |  |  |  |  |  |                        |                        |                        |                        |                        |                        |
| Давид | Давид | Давид | Давид | Давид | Давид |  |  | Мойсей | Мойсей | Мойсей | Мойсей | Мойсей | Мойсей |              |              | Аарон          | Аарон          | Аарон          | Аарон          | Аарон          | Аарон          |  |  | Самуил          | Самуил          | Самуил             | Самуил             | Самуил             | Самуил             |                    |                    |                |                |                |                | Косара         | Косара         | Косара | Косара | Косара    | Косара    |           |           |           |           |  |  |                 |                 |                 |                 |                 |                 |  |  |  |  |  |  |                        |                        |                        |                        |                        |                        |
| Давид | Давид | Давид | Давид | Давид | Давид |  |  | Мойсей | Мойсей | Мойсей | Мойсей | Мойсей | Мойсей |              |              | Аарон          | Аарон          | Аарон          | Аарон          | Аарон          | Аарон          |  |  | Самуил          | Самуил          | Самуил             | Самуил             | Самуил             | Самуил             |                    |                    |                |                |                |                | Косара         | Косара         | Косара | Косара | Косара    | Косара    |           |           |           |           |  |  |                 |                 |                 |                 |                 |                 |  |  |  |  |  |  |                        |                        |                        |                        |                        |                        |
|       |       |       |       |       |       |  |  |        |        |        |        |        |        |              |              |                |                |                |                |                |                |  |  |                 |                 |                    |                    |                    |                    |                    |                    |                |                |                |                |                |                |        |        |           |           |           |           |           |           |  |  |                 |                 |                 |                 |                 |                 |  |  |  |  |  |  |                        |                        |                        |                        |                        |                        |
|       |       |       |       |       |       |  |  |        |        |        |        |        |        |              |              |                |                |                |                |                |                |  |  |                 |                 |                    |                    |                    |                    |                    |                    |                |                |                |                |                |                |        |        |           |           |           |           |           |           |  |  |                 |                 |                 |                 |                 |                 |  |  |  |  |  |  |                        |                        |                        |                        |                        |                        |
|       |       |       |       |       |       |  |  | Мария  | Мария  | Мария  | Мария  | Мария  | Мария  |              |              | Иван Владислав | Иван Владислав | Иван Владислав | Иван Владислав | Иван Владислав | Иван Владислав |  |  | Катун Анастасия | Катун Анастасия | Катун Анастасия    | Катун Анастасия    | Катун Анастасия    | Катун Анастасия    |                    |                    | Теодора Косара | Теодора Косара | Теодора Косара | Теодора Косара | Теодора Косара | Теодора Косара |        |        | Мирослава | Мирослава | Мирослава | Мирослава | Мирослава | Мирослава |  |  | Гавриил Радомир | Гавриил Радомир | Гавриил Радомир | Гавриил Радомир | Гавриил Радомир | Гавриил Радомир |  |  |  |  |  |  | сестра Иштвана Святого | сестра Иштвана Святого | сестра Иштвана Святого | сестра Иштвана Святого | сестра Иштвана Святого | сестра Иштвана Святого |
|       |       |       |       |       |       |  |  | Мария  | Мария  | Мария  | Мария  | Мария  | Мария  |              |              | Иван Владислав | Иван Владислав | Иван Владислав | Иван Владислав | Иван Владислав | Иван Владислав |  |  | Катун Анастасия | Катун Анастасия | Катун Анастасия    | Катун Анастасия    | Катун Анастасия    | Катун Анастасия    |                    |                    | Теодора Косара | Теодора Косара | Теодора Косара | Теодора Косара | Теодора Косара | Теодора Косара |        |        | Мирослава | Мирослава | Мирослава | Мирослава | Мирослава | Мирослава |  |  | Гавриил Радомир | Гавриил Радомир | Гавриил Радомир | Гавриил Радомир | Гавриил Радомир | Гавриил Радомир |  |  |  |  |  |  | сестра Иштвана Святого | сестра Иштвана Святого | сестра Иштвана Святого | сестра Иштвана Святого | сестра Иштвана Святого | сестра Иштвана Святого |